# Tapeina rubronigra
Tapeina rubronigra là một loài bọ cánh cứng trong họ Cerambycidae.